# Utetheisa albociliata
Utetheisa albociliata là một loài bướm đêm thuộc phân họ Arctiinae, họ Erebidae.